# Cobán
Cobán (celým názvem Santo Domingo de Cobán) je město v Guatemale s přibližně 229 tisíci obyvateli. Je správním střediskem departementu Alta Verapaz a leží 220 km severně od hlavního města Ciudad de Guatemala v nadmořské výšce 1 320 m. Město se nachází v krasové oblasti a protéká jím řeka Cahabón.

## Geografie
Cobán má vlhké subtropické podnebí. Název města znamená v domorodém jazyce kekchí „mezi mraky“ a odkazuje k častým dešťovým přeháňkám nazývaným chipi chipi. V blízkostí města se nacházejí národní parky Las Victorias a San José la Colonia. Místním symbolem je orchidej Lycaste skinneri.

## Historie
Oblast nazývanou Tezulutlán původně obývali Mayové a pro Španěly ji dobyl Pedro de Alvarado. V roce 1537 byl uzavřen mír a 4. srpna 1543 bylo založeno město. Působil zde Bartolomé de las Casas, který křtil domorodce a usiloval o hospodářský rozvoj. V roce 1599 se Cobán stal sídlem biskupa. Řád bratří kazatelů spravoval Cobán a okolí až do bourbonské reformy roku 1754. Od roku 1821 je město součástí nezávislé Guatemaly.
Koncem devatenáctého století se v Cobánu usadilo množství přistěhovalců z Německa, kteří se věnovali pěstování kávovníku. V roce 1898 byla vybudována železnice Ferrocarril Verapaz do města Panzós, což vedlo k ekonomickému rozvoji kraje. V té době zde také působil zde britský archeolog Alfred Maudslay. Za druhé světové války označila guatemalská vláda místní Němce za příslušníky nepřátelského státu, zabavila jim majetky a některé nechala deportovat. V roce 1970 byla guatemalskou vládou zřízena rozvojová zóna Franja Transversal del Norte pro využití zdejšího přírodního bohatství. Počátkem 21. století se stal Cobán střediskem pěstování palmy olejné, produkuje se zde rovněž vanilka, kardamom, čaj, kakao a vzácná dřeva.
Rozvíjí se také turistický ruch. Každoročně v červenci se koná folklorní festival La Fiesta Nacional Indígena de Guatemala. Kostel El Calvario je proslulý díky vyhlídkové terase.

## Sport
Sídlí zde fotbalový klub Cobán Imperial, mistr Guatemaly z let 2004 a 2022. Cobán je také pořadatelem mezinárodního půlmaratonu.